# Битка код Валмија
Битка код Валмија (фр. Bataille de Valmy) вођена је 20. септембра 1792. године између војске Краљевине Француске са једне и Пруске и Светог римског царства са друге стране. Битка је део Француских револуционарних ратова, а завршена је француском победом. Ова битка је важан догађај Француске револуције јер је њоме заустављен продор непријатељске војске ка Паризу.

## Увод
После заузећа Вердена, пруска војска налазила се само сто миља од Париза. Цела Европа није сумњала у победу Брауншвајга. Пад Париза није се очекивао касније од 10. септембра. О француској војсцу говорило се са презрењем. Само је једна армија, под командом генерала Келермана, пружала озбиљнији отпор бранећи пут ка Паризу. Димурје је дошао у помоћ са својим снагама. Он је заузео неколико пролаза у Арагонској шуми која се налази на путу ка Паризу.

## Битка
Ту се и утврдио, у малом месту Валмију. 20. септембра пруска војска је покушала да овлада овим брежуљцима, али је успешно одбијена. Француски војници, већином добровољци, бранили су се одлучно. Експлозија сандука са гранатама узнемирила је војнике, али је Келерман успео да спречи панику. Махнувши својом капом, он први појури у напад. Тај поклич одушевио је француске војнике па су и они појурили у напад са својим генералом. Пруска војска се морала зауставити. Дан се завршио артиљеријском борбом након које су се Пруси повукли.

## Значај
Гете, велики немачки песник схватио је значај битке код Валмија: „На томе месту, тога дана, отпочело је ново доба у светској историји. То је прва победа народа над краљевима“.
Победа код Валмија спасила је Париз од најезде интервенциониста, спашење буржоаске револуције – то су били непосредни народне револуције од 10. августа 1792. године.